# 萬艾力
萬艾力（Alexander Mahone）是美國電視劇《越狱》的角色，由威廉·菲德内尔飾演。萬艾力於第二輯第一集開始加入，為聯邦調查局的探員，專門追捕監獄逃犯已14年。曾以美國陸軍身分參與波斯灣戰爭中的特種行動。
當主角施米高（溫特禾夫·米拿飾）成功帶領福斯河監獄（Fox River State Penitentiary）八名囚犯逃獄後，萬艾力獲任務追捕他們。萬艾力成功追捕當中四人，但他卻在巴拿馬被捕，並在第二季大結局進入桑拿監獄。

## 外部連結
- 萬艾力官方資料 （页面存档备份，存于）於霍士網